# David Miličević
David Miličević, hrvatski reprezentativni rukometaš
Igrač Poreča.
S mladom reprezentacijom 2011. na svjetskom prvenstvu plasirao se na 8. mjesto.